# Martin Heidegger et le problème de l'espace
Dans son ouvrage majeur Être et Temps de 1927, Martin Heidegger explore une nouvelle pensée phénoménologique de l'espace qui accompagne, en retrait toutefois, celle qui a le plus attiré l'attention des commentateurs, à savoir le concept de « Temps ». Françoise Dastur note que l'on a coutume de voir en lui le penseur qui fait du Temps la dimension fondamentale de l'être au détriment de l'espace.
La « spatialité », dans la pensée de ce philosophe, ne correspond pas à la notion habituelle d'espace au sens physique et métaphysique, c'est-à-dire celle d'un espace infini, homogène, simple réceptacle constitué d'une multitude d'étants et d'interstices vides ; pour la comprendre, il faut partir de la « constitution existentiale » du Dasein, notamment de la notion de « Monde ». En écartant tous les a-priori, Heidegger espère retrouver, dans une démarche phénoménologique consacrée aux modes de manifestation de l'espace, démarche inspirée des travaux de Husserl dont il fut l'élève, les phénomènes originaires à partir desquels il nous est donné d'expérimenter le sens de la « spatialité ». Aborder la question de l'espace par le biais de ses manifestations nécessite, selon Dominique Pradelle la compréhension de l'étant auquel il se manifeste, à savoir l'homme.
C'est donc à travers la nouvelle notion de « monde », élaborée dans son livre Être et Temps, à propos de la détermination essentielle de l'homme comme « être-au-monde », que Martin Heidegger va aborder le problème de l'espace, notamment dans les paragraphes 19 à 24, ainsi que 70 de ce même livre.
Contrairement à l'intérêt qu'avait soulevé la nouvelle élaboration du concept de Temps, peu d'ouvrages français ont été consacrés directement au commentaire de la notion de « spatialité » dans la pensée de Heidegger. On retient principalement le livre de Didier Franck sur Heidegger et le problème de l'espace, un livre de Françoise Dastur intitulé Heidegger et la pensée à venir, ainsi que des contributions éparses dans des ouvrages collectifs et des revues.

## «Espace» et «Monde»
François Vezin souligne combien est déroutante « la façon dont Heidegger aborde et traite la question de l'espace ». En effet, l'espace heideggérien ne peut être abordé qu'en passant par le concept de « Monde », qui est strictement d'une autre nature. Le phénomène fondamental, dont il faut partir, est toujours l'« être-au-monde » (In-der-Welt-Sein) à partir de quoi une détermination spatiale doit pouvoir être exposée. « L'espace n'est compréhensible qu'à partir de la « mondanéité » parce que, selon Heidegger, l'espace est dans le monde et non le monde dans l'espace » souligne Didier Franck. Ainsi le monde ambiant du Dasein n'est pas primairement spatial, il ne l'est que d'une manière seconde et dérivée. « La découverte de la spatialité n'est possible que parce que le Dasein quant à son « être-au-monde », est lui-même spatial » en un certain sens précise Ingrid Auriol.

### Le rejet de l'approche cartésienne
L'ontologie cartésienne est dominée par la notion de « substance » héritée de la scolastique qui ne s'interroge pas sur les conditions originaires de la « donation » des phénomènes. En privilégiant la substance et la subsistance, Descartes est conduit à distinguer le concept d'« étendue », comme l'attribut essentiel de la chose corporelle, et comme seul apte à soutenir le caractère de permanence.
Descartes prescrit souverainement au monde (par simple déduction logique) son être véritable, c'est-à-dire une chose étendue dans un espace mathématique. Le monde, pour Descartes, est une sommation de choses ; il impose sa distinction « substance pensante/chose corporelle », qui masque le rapport originel d'où dérive la conception traditionnelle et qui selon Heidegger se situe au niveau de « l'être au.. » : de « l'Être-au-monde ».
Didier Franck, note que selon Heidegger « malgré toutes les différences entre les manières de penser de la pensée grecque et de celle des temps modernes, l'espace y est représenté de la même façon, à partir du corps ». Heidegger tente donc de trouver ce qu'il appelle le « propre » de l'espace, la signification d'un espace qui serait pensé en dehors des corps. Dans la conférence Remarques sur Art-culture-espace publiée dans Les temps modernes le philosophe présente l'espace « comme ce qui donne du champ libre et ainsi offre la possibilité des alentours, du proche et du lointain, des directions et des frontières, la possibilités des distances et des grandeurs ».

### La structure de l'espace heideggérien
Parce que le Dasein n'existe que sur le mode de la « préoccupation »« » cela implique qu'il ne peut jamais être présent dans l'espace à la manière d'une chose écrit Françoise Dastur.
François Vezin, note que chez Heidegger l'« utilisabilité » prend le pas sur les considérations générales et théoriques, la chose n'est pas d'abord un objet indifférent, mais immédiatement une chose désirée et « utile » avant toute autre considération. En abandonnant la « res extensa » cartésienne, c'est-à-dire l'espace comme un contenant, Heidegger tente de se réapproprier une vieille notion d'espace, méditée à partir de l'habitation humaine. Heidegger remarque que, en disant que les choses sont autour de nous à titre d' « ustensile », artificiellement rassemblées « en vue de », se rapportant les unes aux autres selon une structure de renvoi pour composer des « ensembles d'outils », en fait, nous postulons, déjà, nous dit Jean Greisch, une « spatialité d'un certain type ». C'est à partir de la préoccupation quotidienne que les lieux, les places et les voies de passage sont dévoilés, pour donner spontanément un « espace articulé faisant sens ». L'espace en tant que pur espace quantitatif, celui de l'expérience quotidienne, homogène, isotrope, continu et illimité, disparaît; pour le retrouver, nous devons faire un sérieux effort d'abstraction.

#### Le concept de «déloignement»
Le concept de « déloignement » ou Die Entfernung qui est introduit aux § 22 et 24 de Être et Temps tente de nous faire sortir des catégories géométriques qui commandent notre compréhension habituelle des rapports spatiaux. Ainsi dans son commerce avec le monde ambiant, le Dasein est essentiellement « dé-loignant » qui pris au sens que lui donne Heidegger, est une constitution d'être du Dasein signifiant « abolition du lointain en laissant venir à son encontre dans la proximité ». On peut parler de rapprochement ou de « tendance à l'effacement de toute distance ». « Il y a dans le Dasein comme une tendance essentielle à la proximité » écrit Didier Franck. Comme l'autre détermination essentielle de « l'être-au-monde » est d'être « orientant », l'espace apparaît comme un ensemble articulé en « coins » et « contrées » (la cuisine, l'établi, le fond du jardin) typiques où le  Dasein préoccupé trouve ses repères. « Ce n'est plus la distance qui décide de la plus ou moins grande proximité, mais la préoccupation de qui en fait usage ».

#### L'articulabilité
La préoccupation quotidienne du Dasein est d'emblée, axée sur un « vers où », une orientation déterminée qui prend le nom de « contrée » note Jean-François Mattéi. Dans le cadre d'une tendance fondamentale à la proximité, le Dasein est aussi « orientant » à travers l'organisation soucieuse des endroits, des places et des lieux de ce qui lui importe. L'espace n'est plus un réceptacle vide, doté de trois dimensions mais un ensemble articulé en « coins » et « contrées » (la cuisine, l'établi, le fond du jardin) proches ou lointains, typiques où le  Dasein préoccupé trouve ses repères et aménage son « habiter ». La proximité ou la distance ne sont pas des grandeurs fixes. Le plus éloigné physiquement peut être le plus proche ; c'est le Dasein qui dans sa préoccupation circonspecte décide de ce qui lui est proche ou lointain.
L'espace heideggérien perd le caractère homogène de la conception cartésienne ; les choses sont disposées en « places » hiérachisées formant autant de contrées, de repères qui attirent ou repoussent; on se trouve ainsi devant de véritables champ de force. Ce monde est structuré par le Um, (de Um-welt monde ambiant), à travers les expressions de « autour de » et aussi de « afin de » et « ayant pour objet ou finalité de ». Avec les choses à leur place « en vue de », on voit se constituer le phénomène de la « contrée » (l'atelier de l'artisan mais aussi la cuisine et ses objets), qui est un phénomène unitaire orienté et articulé. La maniabilité doit s'accompagner de proximité (§22). Le marteau doit être à sa place sur l'établi, à peine de perdre son statut d'ustensile. La place va de pair avec la tournure. Cet espace devient phénoménologique en rapport avec la préoccupation soucieuse du Dasein, pour qui la spatialisation est un existential.
Alors que dans l'espace cartésien mathématique tous les lieux sont interchangeables, ici au contraire, l'espace structuré comporte une pluralité de « lieux d'appartenance » différents.

#### La significativité
Le bouclage de l'ensemble des structures de renvois finalisés implique en bout de course, la « significativité », Bedeutsamkeit du monde environnant comme base fondamentale sous-jacente (ainsi du monde propre du paysan). Didier Franck résume ainsi, « ces rapports, cramponnés les uns aux autres dans une totalité originaire sont ce qu'ils sont en tant que « référer-signifiant »  Bedeutsamkeit, par lequel le Dasein se donne d'avance à comprendre son « être-au-monde » ».
Dominique Pradelle note que le « pourquoi » de l'ustensile ne vient pas se greffer sur lui à postériori, comme un prédicat, mais que ces significations singulières appartiennent d'emblée à l'étant rencontré. Il en est de même au niveau du monde ambiant qui possède dans son essence une significativité propre qui ne lui est pas accolée comme en surplus.
Ce monde nous est révélé par la « langue » qui n'est pas un simple ustensile, mais, comme le note Didier Franck, Heidegger dans la conférence de 1936 sur Hölderlin et l'essence de la poésie s'élève avec force contre toute interprétation utilitaire du langage « La langue n'est pas un ustensile que l'homme possède parmi d'autres, mais la langue accorde d'abord et en général la possibilité de se tenir au milieu de l'« ouverture » de l'étant. Seulement là où est la langue, là est le monde.»
Trois traits particuliers nous éloignent encore plus de l'espace mathématisé de la physique.
1. L'« ustensile », échappe à la mesure de la distance, le maniable « à portée de la main » l'est plus ou moins, en fonction de sa disponibilité.
2. La notion de « place » ne se réduit pas à ses coordonnées cartésiennes, un « ustensile » est ou n'est pas à sa place.
3. Enfin la notion de « direction » ne possède de sens que pour la préoccupation pratique.

Ce que Heidegger soutient, c'est que ce n'est qu'en revenant au monde que l'espace peut être conçu. Avec les caractères recensés, de proximité, d'orientabilité, d'articulabilité et de significativité a été décrite la structure générale du concept de monde chez Heidegger, il reste à comprendre les manières d'être correspondantes de l'étant, qui en est la finalité, le Dasein.

### La question du lieu
Heidegger aborde la question du « lieu », non d'une manière classique à partir du morcellement de l'espace physique, mais à travers une méditation sur les modes d'apparition et la venue en présence des choses auprès des hommes, ainsi note-t-il dès le début de sa méditation, la proximité en français, du sens du mot « être » avec l'expression « avoir lieu »,. C'est ainsi que pour lui le lieu « devient l'espace d'une coexistence et d'une correspondance possible, celle de l'homme et de l'être et son dernier nom est   Lichtung » écrit Françoise Dastur.
Le lieu manifeste dès lors une signification extrêmement ample, éloignée de toute référence à une délimitation physique, pour dire la dimension « où peut apparaître et venir à soi ce qui est »,. En ce sens, certaines choses sont des lieux par elles-mêmes, Heidegger explicite sa pensée en prenant dans le paysage l'exemple du pont qui « réunit et par là distingue les deux rives, fait correspondre l'amont et l'aval, les routes et les villes »,.
Michel Haar  insiste sur « la capacité des « choses », tel le pont, de rassembler d'elles-mêmes l'espace et de révéler à partir d'elles des lieux ». Avec la technique et le géométrisation de l'espace devenu neutre, uniforme et universel cette capacité s'est perdue.
La fonction du lieu, c'est le rassemblement et la mise en relation de places. Ici, comme le note Didier Franck, le pont n'occupe pas un lieu, le lieu est dans la chose et non la chose dans le lieu.

## La spatialité du Dasein
D'emblée Heidegger (§23 Être et Temps), écarte de cette « spatialité » l'interprétation qui viserait à faire du Dasein, une chose dans l'espace. Didier Franck expose qu'il y a une spatialité homogène à l'existence. Le Dasein est spatial à partir de son « être-au-monde » et ce dans un sens uniquement ontologique, c'est-à-dire qu'il ne reflète pas une « inclusion », mais un « habiter ». Ingrid Auriol précise que cette spatialité « advient uniquement à partir de l'éclaircie de l'être, ce qui implique au préalable de surmonter la manière métaphysique d'élucider l'espace ». Gérard Bensussan précise « la spatialité du Dasein et de son « être-au-monde », n'est pas homogène, comme l'espace où se tiennent les choses. Par conséquent, elle n'est pas faite de distances mesurables et points ou de positions interchangeables ». À noter que le sens spatial inhérent à l'essence du Dasein ressort avec encore plus de vigueur de la traduction française, de Dasein par « être-le-là » proposée par Heidegger lui-même, le « le-là » qui manifeste le décèlement et l'« ouverture », évoque aussi incontestablement un lieu. Il s'agira de décrire la façon dont se déploie la spatialité  pour le Dasein.

### L'espace-temps
D'autre part, s'il convient de penser la « spatialité » à partir des choses qui sont dans l'espace, encore faut-il s'entendre sur leur mode d'apparaître. Heidegger ne se contente pas de rejeter la vision physico-mathématique de type cartésien (la tridimensionnalité), il rejette tout aussi bien la primauté accordée à la perception, telle qu'elle est pratiquée au sein de la « phénoménologie », courant de pensée auquel il se rattache. Heidegger aborde l'étude de l'espace à travers une nouvelle approche de la question du monde et de l'« être-au-monde ».
« Le Dasein est dans son essence « temporel » ce qui veut dire qu'il n'est jamais présent dans l'espace à la manière d'une chose [...] qu'il « occupe » au sens littéral l'espace [...] cet espace « occupé » n'est pas une place spatiale mais constitue toujours l'« ouverture » de l'« espace de jeu » d'un ensemble de préoccupations ». C'est cet cette dimension originaire qu'Heidegger se propose d'atteindre sous l'expression de Zeit-raum, espace-temps note Françoise Dastur.

### La mienneté
C'est à même le lieu que s'expose le monde. Mais cet être, cet « avoir lieu », n'est pas abstrait, il est à chaque fois « le mien », celui qui est l'objet de mon souci, « la mienneté » est le rapport du Dasein à son être qui rend possible le « je », « spatialement incarné et sexué ». De ses excursions de jeunesse dans les domaines linguistiques, Heidegger avait retiré la conviction que le Dasein s'exprime sur lui-même à partir de la position qu'il occupe et de sa spatialité originaire et que les adverbes « ici », « là », « là-bas », ne sont pas des déterminations réelles de lieu, mais des déterminations du Dasein. Il avait été notamment frappé que le « ich bin » allemand signifiait indifféremment le lieu de résidence, l'origine et le sujet singulier, marquant une connexion entre le « Je » et le « Là » qu'on ne peut jamais disjoindre,.
Heidegger n'a pas une conception statique du « lieu », mais une vision dynamique en ce qu'il libère la dimension où peut apparaître et venir à soi ce qui est.

### L'autour de soi
Heidegger est soucieux d'éviter les impasses des constructions théoriques qui lui apparaissent comme des modes dérivés du mode primordial qu'est « l'avoir affaire quotidien aux choses ». C'est pourquoi il rejette fondamentalement le primat de la « perception » au sein de la phénoménologie pour privilégier une phénoménologie de l'orientation pratique.
Il axe son intérêt sur ce qui se découvre au « regard-à-l'entour » dans l'affairement pratique (l' Umsicht). Ce regard n'a pas directement affaire à des objets singuliers, mais à des ensembles d'ustensiles destinés à un usage. L 'ustensile se dévoile comme « quelque chose pour.. », l'encrier pour écrire, le marteau pour fixer des clous. L'ustensile ne se découvre qu'en co-appartenance avec d'autres ustensiles; il est fonctionnellement relié selon un système de renvois (l'encrier en sa fonction est relié au bureau, au sous-main, à la plume, au papier, à l'encre, etc..). La totalité de ces renvois de proche en proche ont des finalités de plus en plus larges pour finir par renvoyer à l'être qui est au monde sur le mode de l'affairement, le Dasein.
Le Dasein de la « préoccupation soucieuse » regarde « autour de soi » et ceci « afin de...». Gérard Bensussan parle à ce propos d'un commerce giratoire avec le monde. Ce rapport au monde n'est pas un rapport ontique ni un rapport de contenant à contenu, ni un rapport de connaissance.

#### La proximité
La « proximité », c'est aussi l' « être-à-portée de la main », la Zuhandenheit; le « monde ambiant » en est rempli. Cette proximité se mesure, non en écart, en distance mais dans l'usage plus ou moins facile, le degré de familiarité, dans la manière qu'a l'« outil », l'étant ou l'autre Dasein de répondre à la préoccupation soucieuse. Pour qu'un outil soit « à portée de la main », soit utile, il faut qu'il ne soit ni déficient, ni hors de portée, Heidegger parle dans ce cas avec la perte de l'ustensilité, d'un étant « devant la main ».
Il faut noter que pour être « proche », les choses doivent d'abord être à leur « place ». C'est ainsi que dans l'espace phénoménologique les choses ont chacune leur place. Gérard Bensussan note que « les mots allemands Bin, bei, ich, et da, correspondant à « suis », « prés de », « je », et « là » dessinent autour du « Soi » comme un espace giratoire que le Dasein emporte toujours avec lui, autour de soi comme son axe » qui explique la tendance fondamentale à la proximité. C'est la préoccupation et non les distances objectives qui va structurer le monde ambiant. Ainsi ce qui est le plus éloigné impliquant un long trajet peut être plus « proche » qu'une démarche difficile auprès de son voisin (annonce d'un malheur) qui va être lourde et interminable,. Il n'y a jamais par ailleurs de perception d'objet séparé,. C'est la préoccupation soucieuse qui assure le discernement du Dasein quotidien, c'est elle qui se heurtant au dysfonctionnement, découvre tout à coup l'objectivité de l'objet, cachée à ses yeux jusqu'ici.
C'est de l'unité phénoménale du « Dasein au monde » que Heidegger va tirer son concept de « monde » Weltlichkeit, qui constitue une unité originaire du phénomène-monde C'est à ce propos que Heidegger va utiliser l'expression de « Çà monde » ou « çà fait monde »  qui a tant impressionné son étudiant Hans-Georg Gadamer.

#### La contrée
La contrée n'est pas une zone géographique parmi d'autres, mais la « dimension » unique à partir de laquelle les choses viennent à notre encontre. Il s'agit donc avant tout d'une possibilité ouverte de « rencontre » des choses ou des autres Dasein dans leur vérité. Il ressort que la contrée ne signifie pas uniquement en direction de..., mais en même temps dans l'entour de quelque chose qui se trouve dans cette direction. On assigne des places aux outils en fonction d'une détermination préalable d'une contrée.
- Donc le Dasein n'est pas dans le monde comme l'eau dans un verre, un monde qui serait une sommation d'étants[48] Le Dasein est le transcendant par excellence, on se trouve en présence d'une « unité  phénoménale » remarquable où il n'y a pas à distinguer, là le monde, et là le sujet.
- Il y a comme une environnementalité, Umweltlichkeit, un regarder « autour de soi » que le Dasein emporte toujours avec lui. Cela conforte l'idée que le bon point de démarrage de l'analytique du Dasein ne peut être que l' « être-au-monde ».
- « L'espace n'est compréhensible qu'à partir de la mondéité parce que l'espace est dans le monde et non le monde dans l'espace »[8].

#### La mondéité
L'exhibition phénoménologique du monde est suspendue à la possibilité de faire apparaître à partir des ustensiles la « mondéité » du monde ambiant. Le complexe organisé, c'est-à-dire l'ensemble des ustensiles assemblés « en vue de.. » doit être préalablement découvert pour que l'ustensile individuel puisse apparaître individuellement. Le marteau ne prend sens qu'auprès des clous réellement ou virtuellement, en vue du martelage. La connaissance objective n'est pas première mais dérivée, elle ne peut prendre place que dans une « ouverture » préalable.

### La fonction spatialisante du Dasein
Il ne suffit pas de s'engager dans une description des diverses manières qu'a l'homme de se rapporter à du spatial (percevoir, déterminer mathématiquement, parcourir, habiter, construire, etc.), pour penser la spatialité. Il n'y a pas, en effet, de sujet pur, en dehors d'un monde qu'il constituerait par ses visées intentionnelles. L'activité spatialisante du Dasein se fonde en dernier ressort sur son « être-au-monde ».
Maurice Corvez remarquait, dans son étude de 1961, que le Da de Dasein marque moins un certain « lieu » que l'« ouverture » de l' « être-au-monde ». C'est à partir de deux phénomènes particuliers que Heidegger rend compte de la capacité spatialisante du  Dasein, le « rapprochement » ou « déloignement », en allemand Die Entfernung ou plutôt la tendance à l'effacement de toute distance et sa capacité organisatrice visant à « situer »  Ausrichtung tout étant disponible en lui affectant une place dans une contrée.

#### L'effacement des distances
Fondamentalement c'est la préoccupation circonspecte qui décide de ce qui doit être considéré comme proche ou lointain et non les distances objectives. Les lunettes que l'on ne voit pas, ainsi que le sol de la rue sur lequel on marche indifféremment, sont pour Heidegger deux exemples parlants de choses qui objectivement proches sont phénoménologiquement lointaines, parce qu'invisibles dans la préoccupation de l'« être-au-monde ».
Dans son commerce avec le monde ambiant, le Dasein est essentiellement « dé-loignant » qui dans le sens que lui donne Heidegger, est une constitution d'être du Dasein signifiant « abolition du lointain » en laissant venir à son encontre dans la proximité. La tendance à surmonter les distances, à rapprocher le lointain et à intégrer dans son « Monde ambiant » Umwelt le maximum d'étants possibles, organisés en complexes, est constante Marlène Zarader parle de tendance centripète, et cette tendance est constitutive de l'être de l' « être-au-monde ». Arnaud Villani citant Heidegger, parle même à ce propos de « folie de proximité », que manifeste ce désir, qui peut aller jusqu'à la frénésie en vue de pousser à l'abolition de toutes distances, par la vitesse et l'uniformisation, qui ne sont que l'expression supplémentaire de la déchéance et de la fuite de l'homme devant lui-même.
En habitant le monde, le Dasein, voulant se le rendre familier, incline fatalement à en résorber l'étrangeté.

#### La capacité organisatrice
Le Dasein est remarquable quant à sa capacité à organiser toute distance en la sillonnant de parcours et de directions. La préoccupation ne serait pas concevable sans une multiplicité de points de repères.

### Le Dasein et l'espace
Entre le concept de « monde » et celui de l'espace physique objectif traditionnel, il y aurait un rapport de « dérivation », l'analyste relève l'ouverture originaire au monde du Dasein et ce ne serait qu'à travers un processus de « dé-mondéisation », complexe qu'apparaîtrait et serait justifié l'espace physique de la science.Marlène Zarader donne dans des pages difficiles une description concrète de la libération de cet espace rencontré primitivement dans la préoccupation circonspecte auprès du Monde.
En suivant la démonstration de Marlène Zarader, on voit que ce qui est découvert, de prime abord, est toujours un espace ouvert et dessiné par la préoccupation et la circonspection, faisant sens, qui à ce stade est une dimension de l' « être-au-monde », c'est-à-dire du Dasein. C'est seulement dans l'« ouverture » de ce monde que ce dernier peut rencontrer de l'étant disponible. Cette première spatialité des choses est le plus souvent ignorée et cachée et ce n'est qu'ultérieurement que la connaissance peut se saisir de l'étant révélé (un terrain pour construire une maison par exemple) pour définir de pures relations spatiales. Dans ce processus, les contrées et places issues du premier mouvement de mondéisation deviennent des lieux et des positions quelconques. En pratiquant cette « démondéisation », on obtient une « nature » qui est peut-être celle du géomètre ou du philosophe, mais qui n'est plus celle du promeneur.